# Wick (Gloucestershire)
Pour les articles homonymes, voir Wick.
Wick est un village du Gloucestershire, en Angleterre.